# Liste des parcs nationaux
Voici la liste des parcs nationaux dans le monde, classés par zone géographique et par pays. Certains parcs nationaux sont classés type II par l'UICN mais non l'intégralité.
En 2003, la liste des aires protégées des Nations unies comptait plus de 100 000 aires protégées dans le monde, dont 3 881 parcs nationaux.

## Afrique
| Pays                             | Année du premier parc | Nombre de parcs | Surface totale cumulée (km²) | Surface pays (%) |
| -------------------------------- | --------------------- | --------------- | ---------------------------- | ---------------- |
| Afrique du Sud                   | 1926                  | 19              | 40 803                       | 3,3 %            |
| Algérie                          | 1929                  | 11              | 184 943,07                   | 7,8 %            |
| Angola                           | 1938                  | 7               |                              |                  |
| Botswana                         | 1968                  | 4               |                              |                  |
| Burkina Faso                     | 1954                  | 4               |                              |                  |
| Burundi                          | 1934                  | 3               |                              |                  |
| Cameroun                         |                       |                 |                              |                  |
| Côte d'Ivoire                    | 1953                  | 8               |                              |                  |
| Djibouti                         | 1939                  | 1               |                              |                  |
| Égypte                           | 1983                  | 3               |                              |                  |
| Éthiopie                         | 1958                  | 20              |                              |                  |
| Gabon                            | 2002                  | 13              |                              | 10 %             |
| Gambie                           | 1978                  | 3               |                              |                  |
| Ghana                            | 1971                  | 7               |                              |                  |
| Guinée                           | 1985                  | 4               |                              |                  |
| Guinée équatoriale               | ?                     | 2               |                              |                  |
| Kenya                            | 1946                  | 23              |                              |                  |
| Liberia                          |                       | 2               |                              |                  |
| Madagascar                       | 1962                  | 18              |                              |                  |
| Malawi                           | 1966                  | 9               |                              |                  |
| Maroc                            | 1942                  | 11              | 22 162                       | 3 %              |
| Mauritanie                       | 1994                  | 3               |                              |                  |
| Mozambique                       |                       | 7               |                              |                  |
| Namibie                          | 1907                  | 7               |                              |                  |
| Niger                            | 1954                  | 1               |                              |                  |
| Nigeria                          | 1962                  | 8               | 20 156                       | 3 %              |
| Ouganda                          | 1952                  | 10              |                              |                  |
| République centrafricaine        |                       |                 |                              |                  |
| République du Congo              |                       | 5               |                              |                  |
| République Démocratique du Congo | 1925                  | 9               |                              | 10,5 %           |
| Rwanda                           |                       | 3               |                              |                  |
| Sénégal                          |                       |                 |                              |                  |
| Seychelles                       | 1973                  | 8               |                              |                  |
| Sierra Leone                     | 1986                  | 2               |                              |                  |
| Somalie                          |                       |                 |                              |                  |
| Soudan                           |                       |                 |                              |                  |
| Tanzanie                         | 1951                  | 16              |                              |                  |
| Tchad                            | 1963                  | 4               |                              |                  |
| Togo                             |                       | 3               |                              |                  |
| Tunisie                          | 1977                  | 17              |                              | 2 %              |
| Zambie                           | 1924                  | 20              |                              |                  |
| Zimbabwe                         | 1926                  | 12              |                              |                  |

### Botswana
- Parc national de Chobe

### Burkina Faso
- Parc national de Bangre Weogo

### Djibouti
- Parc national de la Forêt de Day

### Guinée
- Parc national du Badiar
- Parc national du Haut-Niger
- Parc national du Moyen-Bafing

### Guinée équatoriale
- Parc national de Monte Alén
- Parc national d'Altos de Nsork (en)

### Liberia
- Parc national de Lofa-Mano

- Parc national de Sapo

### Mozambique
- Parc national Banhine
- Parc national de Bazaruto (en)
- Parc national de Gorongosa
- Parc national du Limpopo
- Parc national de Magoe (en)
- Parc national de Quirimbas (en)
- Parc national Zinave

### Ouganda
- Forêt impénétrable de Bwindi
- Parc national des gorilles de Mgahinga
- Parc national de Kibale
- Parc national Kidepo Valley
- Parc national du lac Mburo
- Parc national du Mont Elgon
- Parc national Murchison Falls
- Parc national Queen Elizabeth
- Parc national Rwenzori Mountains
- Parc national de Semuliki

### République centrafricaine
- Parc national André-Félix
- Parc national de Bamingui-Bangoran
- Parc national Dzanga-Ndoki
- Parc national du Manovo-Gounda St Floris
- Parc national Mbaéré-Bodingué

### République démocratique du Congo
- Parc national de la Salonga

### République du Congo
- Parc national de Conkouati-Douli
- Parc national de Nouabalé-Ndoki
- Parc national de Ntokou-Pikounda
- Parc national d'Odzala-Kokoua
- Parc national de l'Ogooué-Leketi

### Rwanda
- Parc national de l'Akagera
- Parc national de Nyungwe
- Parc national des volcans

### Sénégal
- Parc national de la Basse-Casamance
- Parc national du delta du Saloum
- Parc national des oiseaux du Djoudj
- Parc national des îles de la Madeleine
- Parc national de la Langue de Barbarie
- Parc national du Niokolo-Koba

### Seychelles
- Parc national marin de la Baie Ternaie
- Parc national marin de Curieuse
- Parc national marin de l'île Cocos, l'île La Fouche et l'îlot Platte
- Parc national du Morne Seychellois
- Parc national marin de Port Launay
- Parc national de Praslin
- Parc national marin de Sainte Anne
- Parc national de Silhouette
- Parc national marin de Silhouette

### Soudan
- Parc national de Radom

### Soudan du Sud
- Parc national de Bandingilo
- Parc national de Boma
- Parc national de Nimule
- Parc national de Shambe
- Parc national du Sud

### Tanzanie
- Parc national d'Arusha
- Parc national de Gombe Stream
- Parc national de Katavi
- Parc national du Kilimandjaro
- Parc national du plateau de Kitulo
- Parc national des monts Mahale
- Parc national du lac Manyara
- Parc national de Mikumi
- Parc national de Mkomazi
- Parc national de Ruaha
- Parc national de Rubondo Island
- Parc national de Saadani
- Parc national du Serengeti
- Parc national de Tarangire
- Parc national des monts Udzungwa

### Tchad
- Parc national de Goz Beïda
- Parc national de Manda
- Parc national de Sena Oura
- Parc national de Zakouma

### Togo
- Parc national de Fazao Malfakassa
- Parc national de la Fosse aux Lions
- Parc national de la Kéran

### Zambie
- Parc national de Kafue
- Parc national de Mosi-oa-Tunya
- Parc national de la plaine de Liuwa
- Parc national de Sioma Ngwezi (en)

### Zimbabwe
- Parc national Hwange
- Parc national de Mana Pools
- Parc national de Matobo

- Parc national de Kazuma Pan
- Parc national du Zambèze
- Parc national des chutes Victoria

## Amérique du Nord
| Pays       | Année du premier parc | Nombre de parcs | Surface totale (km²) | Surface pays (%) |
| ---------- | --------------------- | --------------- | -------------------- | ---------------- |
| Canada     | 1885                  | 43              | 377 000              | 3,8 %            |
| États-Unis | 1872                  | 59              | 210 000              | 2,2 %            |
| Mexique    | 1917                  | 66              | 14 320               | 0,7 %            |

## Amérique centraleetAntilles
| Pays                       | Année du premier parc | Nombre de parcs | Surface totale cumulée (km²) | Surface pays (%) |
| -------------------------- | --------------------- | --------------- | ---------------------------- | ---------------- |
| Bahamas                    | 1958                  | 27              |                              |                  |
| Belize                     | 1986                  | 56              |                              |                  |
| Costa Rica                 | 1955                  | 26              | 12 913                       | 25,1 %           |
| Cuba                       |                       | 8               |                              |                  |
| Dominique                  |                       | 3               |                              |                  |
| Guatemala                  | 1955                  | 22              |                              |                  |
| Haïti                      | 1968                  | 10              |                              |                  |
| Honduras                   |                       |                 |                              |                  |
| Nicaragua                  |                       |                 |                              |                  |
| Panama                     | 1976                  | 15              |                              |                  |
| Porto Rico                 | 1987                  | 1               |                              |                  |
| République dominicaine     | 1956                  | 19              |                              |                  |
| Saint-Christophe-et-Niévès | 1987                  | 1               | 0,15                         |                  |
| Salvador                   |                       |                 |                              |                  |

### Bahamas
- Parc national terrestre et marin des Îles Exumas
- Parc national Lucayen

### Cuba
- Parc national Alejandro de Humboldt
- Parc national de Caguanes (en)
- Parque nacional La Güira
- Parc national Desembarco del Granma
- Parc national de Guanahacabibes
- Parc national des Jardins de la Reine
- Parc national Sierra Cristal (en)
- Parc national Turquino (en)
- Parc national de la Vallée de Viñales

### Dominique
- Parc national des Cabrits
- Parc national de Morne Diablotin
- Parc national de Morne Trois Pitons

### Haïti
- Parc national de Macaya (Massif de la Hotte)
- Parc national La Visite (Massif de la Selle)
- Parc national historique - Citadelle, Sans Souci, Ramiers
- Parc national du Grand Bois
- Parc national des Deux Mamelles (en)
- Parc national naturel de Grande Colline
- Parc national urbain de Saut - d’Eau
- Parc national urbain de Pélerin
- Parc national urbain de Martissant
- Parc national naturel de Lagon des Huîtres

### Porto Rico
- Parc national des Cavernes du Río Camuy (es)

## Amérique du Sud
| Pays      | Année du premier parc | Nombre de parcs | Surface totale (km²) | Surface pays (%) |
| --------- | --------------------- | --------------- | -------------------- | ---------------- |
| Argentine | 1934                  | 33              | 35 844               | 1,3 %            |
| Bolivie   | 1939                  | 13              | 65 910               | 6 %              |
| Brésil    | 1937                  | 70              | 250 000              | 3 %              |
| Chili     | 1926                  | 37              | 14 600               | 20 %             |
| Colombie  | 1960                  | 59              | 142 541              | 12,5 %           |
| Équateur  | 1936                  | 11              | 34 733               | 12,2 %           |
| Guyana    | 1929                  | 1               | 630                  | 0 %              |
| Paraguay  | 1966                  | 16              |                      |                  |
| Pérou     | 1961                  | 14              | 95 920,7             | 7 %              |
| Uruguay   | 1916                  | 7               |                      |                  |
| Venezuela | 1937                  | 43              | 199 418              | 22 %             |

## Asie
| Pays           | Année du premier parc | Nombre de parcs | Surface totale (km²) | Surface pays (%) |
| -------------- | --------------------- | --------------- | -------------------- | ---------------- |
| Afghanistan    | 2009                  | 1               |                      |                  |
| Azerbaïdjan    | 2003                  | 9               |                      |                  |
| Bhoutan        | 1966                  | 5               | 16 396               | 40 %             |
| Birmanie       | 1982                  | 9               | 10 351               | 1,5 %            |
| Cambodge       | 1993                  | 7               | 7 422                | 4,1 %            |
| Chine          | 1982                  | 208             |                      |                  |
| Corée du Sud   | 1967                  | 21              | 6 656                | 6,7 %            |
| Inde           | 1936                  | 166             | 38 000               | 1,2 %            |
| Indonésie      | 1982                  | 50              |                      |                  |
| Iran           | 1974                  | 28              | 19 757               | 1,2 %            |
| Israël         | 1964                  | 69              |                      |                  |
| Japon          | 1931                  | 30              | 20 900               | 5,5 %            |
| Kazakhstan     | 1985                  | 12              |                      |                  |
| Kirghizistan   |                       |                 |                      |                  |
| Laos           | 1961                  | 21              |                      | 14 %             |
| Malaisie       | 1938                  | 4               | 7 422                |                  |
| Mongolie       | 1995                  | 1               | 2 932                | 0 %              |
| Népal          | 1973                  | 10              |                      |                  |
| Pakistan       | 1972                  | 25              |                      |                  |
| Philippines    | 1933                  | 54              | 1 820                | 0,6 %            |
| Sri Lanka      | 1938                  | 22              |                      |                  |
| Tadjikistan    |                       |                 |                      |                  |
| Thaïlande      | 1962                  | 138             | 61 413               | 12 %             |
| Timor oriental |                       |                 |                      |                  |
| Turquie        | 1958                  | 41              | 8 481                | 1 %              |
| Viêt Nam       | 1986                  | 27              |                      |                  |

## Europe
| Pays                         | Année du premier parc | Nombre de parcs | Surface totale (km²) | Surface pays (%) |
| ---------------------------- | --------------------- | --------------- | -------------------- | ---------------- |
| Albanie                      | 1966                  | 15              | 2 106,7              | 13,6 %           |
| Allemagne                    | 1970                  | 16              | 10 479,6             | 0,6 %            |
| Autriche                     | 1981                  | 7               | 2 376                | 2,8 %            |
| Belgique                     | 2001                  | 4               |                      |                  |
| Biélorussie                  | 1991                  | 4               |                      |                  |
| Bosnie-Herzégovine           |                       | 3               |                      |                  |
| Bulgarie                     |                       | 3               |                      |                  |
| Croatie                      | 1949                  | 8               | 793,20               | 7,5 %            |
| Danemark                     | 1974                  | 5               |                      |                  |
| Espagne                      | 1918                  | 15              | 3 495,24             | 1 %              |
| Estonie                      | 1971                  | 5               |                      |                  |
| Finlande                     | 1938                  | 39              |                      |                  |
| France                       | 1963                  | 11              | 25 111               | 3,97 %           |
| Géorgie                      |                       | 5               |                      |                  |
| Grèce                        | 1938                  | 26              |                      |                  |
| Irlande                      | 1932                  | 6               | 635                  | 1 %              |
| Islande                      | 1930                  | 3               | 14 359               | 14 %             |
| Italie                       | 1922                  | 25              |                      |                  |
| Kosovo                       | 1968                  | 2               | 1,01488              | 10,73 %          |
| Lettonie                     |                       | 4               |                      |                  |
| Lituanie                     | 1974                  | 5               |                      | 2,3 %            |
| Moldavie                     | 2013                  | 1               | 337                  |                  |
| Monténégro                   |                       | 4               |                      |                  |
| Norvège (+Svalbard)          | 1962                  | 39 (+7)         | 33 903 (+ 14 483)    | 8,8% (23,7%)     |
| Pays-Bas                     | 1930                  | 20              |                      |                  |
| Pologne                      | 1932                  | 23              | 3 145                | 1 %              |
| Portugal                     | 1971                  | 1               | 702,9                | 0,8%             |
| République tchèque           |                       | 4               |                      |                  |
| Roumanie                     | 1935                  | 14              |                      |                  |
| Royaume-Uni                  | 1951                  | 15              | 20 369               | 8 %              |
| Angleterre et Pays de Galles | 1951                  | 13              |                      |                  |
| Russie                       | 1983                  | 48              | 155 000              |                  |
| Slovaquie                    | 1949                  | 9               | 3 178,48             | 6,5%             |
| Slovénie                     | 1961                  | 1               | 880                  | 4,3%             |
| Suède                        | 1909                  | 29              | 7 394,5              | 1,6%             |
| Suisse                       | 1914                  | 1               | 172,4                | 0,4%             |

### Albanie
- Parc national Bredhi Hotoves
- Parc national de Butrint
- Parc national Llogara
- Parc national Lurë
- Parc national du Mont Tomorr
- Parc national de la montagne Dajti
- Parc national de la Lagune de Karavasta
- Parc national marin Karaburun-Sazan
- Parc national Qafë Shtamë
- Parc national Shebenik-Jabllanice
- Parc national de Thethi
- Parc national de la vallée de Valbona
- Parc national Zall-Gjoçaj

### Belgique
La Belgique comprend 4 aires protégées dénommées Parc national, gérées par l'échelon régional, mais aucune n'est assignée à une des catégories de l'UICN.
- Parc national de l'Entre-Sambre-et-Meuse[7].
- Parc national de la Vallée de la Semois[7]
- Parc national de la Haute Campine
- Parc national (transfrontalier) De Zoom-Kalmthoutse Heide

### Biélorussie
- Belavezhskaya Pushcha
- Berezinsky
- Parc national des Lacs de Braslaw (en)
- Parc national de Narachanski (en)
- Parc national de la Pripiat

### Bosnie-Herzégovine
- Parc national de Kozara
- Parc national de Sutjeska
- Parc national de l'Una

### Bulgarie
- Le Parc national du Pirin
- Parc national de Rila
- Parc national du Balkan central

### France
La France comprend onze parcs nationaux, tous reconnus dans la catégorie II de l'UICN.
- Parc national de la Vanoise
- Parc national de Port-Cros
- Parc national des Pyrénées
- Parc national des Cévennes
- Parc national des Écrins
- Parc national du Mercantour
- Parc national de la Guadeloupe
- Parc amazonien de Guyane
- Parc national de La Réunion
- Parc national des Calanques
- Parc national de forêts

### Géorgie
- Parc national d'Algeti
- Parc national de Bordjomi-Kharagaouli
- Parc national de Kolkheti
- Parc national de Tbilissi
- Parc national de Vachlovani

### Kosovo
- Parc national des Monts Sar
- Parc national Bjeshkët e Nemuna

### Lettonie
- Parc national de la Gauja
- Parc national de Ķemeri
- Parc national de Rāzna
- Parc national de Slītere

### Moldavie
- Parc national Orhei

### Monténégro
- Parc national de Biogradska gora
- Parc national de Durmitor
- Parc national du Lovćen
- Parc national du lac de Skadar

### République tchèque
- Parc national de Krkonoše
- Parc national de Podyjí
- Parc national de la Suisse bohémienne
- Parc national de Šumava

## Océanie
| Pays             | Année du premier parc | Nombre de parcs | Surface totale (km²) | Surface pays (%) |
| ---------------- | --------------------- | --------------- | -------------------- | ---------------- |
| Australie        | 1879                  | 685             | 335 062              | 4,4 %            |
| Fidji            | 1987                  | 6               |                      |                  |
| Nouvelle-Zélande | 1887                  | 14              | 25 000               | 9 %              |